# Lidia Denis
Lidia Denis fue una actriz cinematográfica argentina.

## Carrera
Denis fue una bella actriz que desarrolló toda su carrera cinematográfica entre 1941 y 1948, con una decena de filmes, en algunos como primera figura femenina o coprotagonista. Se destacó  junto a prodigiosos actores de la época dorada como Luis Sandrini, Hugo Pimentel, Eva Duarte, Angelina Pagano, Olinda Bozán, Perla Mux , Julio Saraceni, Francisco Álvarez, Leticia Cerlo, Ada Méndez, Enrique Chaico, Malisa Zini, Ernesto Raquén, Patricia Castell y Raúl del Valle, entre otros.
En una encuesta que el gráfico realizó  para elegir a los mejores valores de la producción  argentina de 1948 dio como elegida en la categoría de mejor actriz de reparto a Lidia Denis.
En teatro integró la Compañía Argentina de Comedia Gloria Guzmán- Enrique Serrano, que estrenó en el Teatro 18 de julio de Uruguay, la obra ¡Las mujeres son locas! (¡y los hombres también!).

### Filmografía
- 1941: Papá tiene novia
- 1942: Sinfonía argentina
- 1943: Un atardecer de amor
- 1943: Stella
- 1944: La importancia de ser ladrón
- 1944: La danza de la fortuna
- 1945: Una mujer sin importancia
- 1945: La pródiga
- 1947: La caraba
- 1948: Romance sin palabras
- 1948: Por ellos... todo[4]